# Исаакий Оптинский (Антимонов)
Исаакий I О́птинский (в миру Иван Иванович Антимонов, 31 мая 1810, Курск — 22 августа 1894, Оптина пустынь) — схиархимандрит Русской православной церкви, настоятель Оптиной пустыни, преподобный. Прославлен в лике преподобных в 2000 году, входит в Собор 14-ти преподобных старцев Оптиной пустыни.

## Биография
Родился 31 мая 1810 года в городе Курске в семье именитых зажиточных купцов. Иван был последним, пятым ребёнком от первого брака отца Ивана Васильевича с Анной Пузановой. Всего в семье было 13 детей. Отец Ивана — Иван Васильевич и мать — Анна (Пузанова), воспитанные в христианском духе, придерживались строгого патриархального образа жизни. Сохранилось предание о паломническом путешествии Ивана Васильевича в 1809 году в Киев, где старец иеромонах Парфений при входе приветствовал его словами «Блаженно чрево, родившее монаха», тем самым пророчествуя и предрекая судьбу ещё не родившегося будущего старца Ивана (Исаакия). Иван Иванович ещё в юности отличался скромностью, любил уединяться и уклонялся от игр и увеселений. С особым желанием посещал церковь, любил церковное пение, в котором сам принимал участие и в праздники устраивал дома хоры. После очередного неудачного сватовства он решил, что это есть промысел Божий. В 1847 году, известив отца в письме о своём решении, он отправился в Оптину пустынь. Обителью в это время управлял преподобный Моисей. Ивана Ивановича определили в скит. Вместе с монашеской братией выполнял различные хозяйственные работы: трудился на пасеке, пёк хлеб, работал поваром, убирал покос, копал картофель, занимался переплётом книг. Через год он отправился домой в Курск и просил прощение у своего отца за самовольный поступок, тем самым восстановив мирные отношения с родителем.
5 октября 1854 года он был пострижен в мантию и получил новое имя Исаакий. Вследствие своей смиренности и кротости, и отсутствия тщеславия Иван Иванович старался избегать мирской славы, уклонялся даже от принятия сана священства. Только по убеждению своего духовного наставника, старца Макария, против своей воли дал согласие на посвящение. Сначала был посвящён (19 июня 1855) в сан иеродиакона, а затем (8 июля 1858) — иеромонаха.
В 1860 году старец отец Макарий во время встречи с Московским митрополитом Филаретом выразил своё желание о назначении преподобного Исаакия настоятелем обители после кончины настоятеля Моисея и получил согласие. 7 сентября 1860 Макарий умер, а через два года, в 1862 скончался и Моисей. Преподобный Исаакий стал настоятелем, приняв бремя управления обителью.

### В должности настоятеля
За 32 года руководства пустыней Исаакий поправил материальное положение обители и довёл до конца все начатые до него строительства: достроил храм Всех Святых на новом кладбище; расширил Казанский собор со стороны паперти и устроил новый иконостас, хоры и помещение для ризницы, была поновлена стенная живопись; вне монастыря была построена больница с аптекой, а при ней церковь Преподобного Илариона Великого; устроил в монастыре собственный свечной завод; были построены здания для книжной лавки, новой гостиницы, странноприёмной — для размещения странников, убогих и неимущих, хлебной, настоятельской кухни, прачечной и переделаны многие другие постройки. В обители развели сады и огороды. В 12 км севернее Оптина монастыря, с идеи старца Амвросия, рядом с деревней Шамордино была обустроена Шамординская женская обитель.
В конце жизни Исаакий стал заметно слабеть и келейно принял постриг в схиму. Умер 22 августа 1894 года и погребён 24 августа в северном приделе Казанского собора Оптина монастыря. Во время восстановительных работ в Казанском соборе монастыря 13 февраля 1995 года были обретены мощи преподобного Исаакия, которые с благословения патриарха Московского и всея Руси Алексия II были перенесены во Введенский собор, а после завершения ремонтных работ возвращены в Казанский. 26 июля 1996 года Исаакий был прославлен в Соборе Оптинских старцев и причислен к лику местночтимых святых. Прославлен Архиерейским Юбилейным собором Русской православной церкви в 2000 году для общецерковного почитания. Частица мощей преподобного находится в соборе Екатерины Великомученицы в Екатерининской пустыни.

### Поучения
- «Живите по совести и просите помощи у Царицы Небесной, и всё будет хорошо».
- «Любите Бога и ближних, любите Церковь Божию, в службе церковной, в молитве ищите благ не земных, а небесных».

### Награды и звания
- Набедренник — 16 июня 1863;
- возведён в сан игумена — Священным синодом 8 сентября 1864;
- наперсный крест — 31 марта 1868;
- действительный член Православного миссионерского общества — 1876;
- Орден Святой Анны 3-й (1876) и 2-й (1880) степени;
- Орден Святого Владимира 4-й (1889) и 3-й (1894) степени.